# Водный (Самарская область)
Водный — посёлок в Красноярском районе Самарской области. Входит в состав сельского поселения Красный Яр.

## География
Находится на расстоянии примерно 8 километров по прямой на восток от районного центра села Красный Яр.

## Население
Постоянное население составляло 0 человек в 2002 году, 6 в 2010 году.